# Hercules, Kalifornien
Hercules är en stad (city) i Contra Costa County, i delstaten Kalifornien, USA. Enligt United States Census Bureau har staden en folkmängd på 24 455 invånare (2011) och en landarea på 16,1 km².